# Línea Puertollano-Minas de San Quintín
La Línea Puertollano-Minas de San Quintín fue una pequeña línea férrea española de 25 kilómetros de longitud que enlazaba el municipio de Puertollano y con las Minas de San Quintín. A lo largo de su existencia el trazado tuvo un carácter local y estuvo dedicado principalmente al tráfico de mercancías. La línea estuvo operativa entre 1899 y 1970, fecha en que sería clausurada al tráfico.
En la actualidad una parte del antiguo trazado ferroviario ha sido rehabilitada como vía verde.

## Historia
El trazado empezó a ser construido por la Sociedad Minera y Metalúrgica de Peñarroya (SMMP) hacia finales del siglo XIX, tras obtener una concesión del Estado para ello. La compañía «Peñarroya» buscaba a través de esta línea enlazar sus yacimientos de las Minas de San Quintín con sus instalaciones y minas de Puertollano. Finalizadas las obras, la línea entró en servicio en 1899 y tenía una longitud de 25 kilómetros. En un principio solo el tramo Puertollano-Almodóvar del Campo se abrió al servicio público, mientras que el tráfico principal en el resto del trazado era de mercancías. Los municipios de Villamayor de Calatrava, Cabezarados y Abenójar solicitaron la prestación de servicios ferroviarios de viajeros, por lo que SMMP tuvo que levantar las paradas intermedias de Villazaide y Collado, que entrarían en servicio en marzo de 1903. En Puertollano la línea tenía continuidad a través del ferrocarril de Peñarroya a Puertollano y Fuente del Arco, cuya construcción se completó en 1927. Además, en el núcleo urbano puertollanense se podían realizar transbordos con la línea Madrid-Badajoz, de ancho ibérico, y con el ferrocarril Valdepeñas-Puertollano, de vía estrecha.
En 1924 la SMMP transfirió la explotación de su red ferroviaria a una filial de nueva creación, la Compañía de los Ferrocarriles de Peñarroya y Puertollano. Sin embargo, la progresiva falta de rentabilidad llevarían a la empresa minera a revertir al Estado la concesión ferroviaria. El tramo Almodóvar del Campo-Minas de San Quintín fue cerrado al servicio el 1 de febrero de 1956, mientras que el resto de la línea pasó a manos de la Explotación de Ferrocarriles por el Estado (EFE). En 1965 el trazado todavía operativo fue traspasado a Ferrocarriles de Vía Estrecha (FEVE), que lo gestionó hasta su clausura en agosto de 1970. Con posterioridad las infraestructuras fueron desmanteladas.